# Estońska Formuła 3 Sezon 1987
1987 – dwudziesty i ostatni sezon Estońskiej Formuły 3. Składał się z trzech eliminacji, wszystkich rozgrywanych na torze Bikernieki. Mistrzem został Avo Soots (Estonia 21M).

## Kalendarz wyścigów
| Runda | Data       | Tor  | Pole position | Najszybsze okrążenie | Zwycięzca (kierowcy) | Zwycięzca (zespoły) |
| ----- | ---------- | ---- | ------------- | -------------------- | -------------------- | ------------------- |
| 1     | 16 maja    | Ryga | ?             | Avo Soots            | Władimir Kriwodub    | DOSAAF Tallinn      |
| 2     | 6 czerwca  | Ryga | ?             | ?                    | Avo Soots            | Kalev Tallinn       |
| 3     | 8 sierpnia | Ryga | ?             | ?                    | Sergejs Pugačs       | DOSAAF Ryga         |

## Klasyfikacja kierowców
| Legenda oznaczeń w tabelach wyników Wyświetl szablon na nowej stronie | Legenda oznaczeń w tabelach wyników Wyświetl szablon na nowej stronie                                                                     |
| Oznaczenie                                                            | Wyjaśnienie |
| --------------------------------------------------------------------- | --- |
| Złoty                                                                 | Zwycięzca lub mistrzostwo |
| Srebrny                                                               | 2. miejsce lub wicemistrzostwo |
| Brązowy                                                               | 3. miejsce lub II wicemistrzostwo |
| Zielony                                                               | Ukończył, punktował (w klasyfikacji generalnej, gdy zdobył co najmniej jeden punkt na przestrzeni sezonu, poza trzema powyższymi opcjami) |
| Niebieski                                                             | Ukończył, nie punktował (w klasyfikacji generalnej, gdy nie zdobył co najmniej jednego punktu na przestrzeni sezonu)                      |
| Czerwony                                                              | Nie zakwalifikował się (NZ) |
| Czerwony                                                              | Nie prekwalifikował się (NPK) |
| Różowy                                                                | Nie ukończył (NU) |
| Różowy                                                                | Niesklasyfikowany (NS) (w klasyfikacji generalnej, gdy nie został sklasyfikowany w żadnym wyścigu sezonu)                                 |
| Czarny                                                                | Zdyskwalifikowany (DK) |
| Czarny                                                                | Wykluczony (WYK/EX) |
| Biały                                                                 | Nie wystartował (NW) |
| Biały                                                                 | Kontuzjowany (K/INJ) |
| Biały                                                                 | Wyścig odwołany (OD/C) |
| Bez koloru                                                            | Został wycofany (WYC/WD) |
| Bez koloru                                                            | Nie przybył (NP/DNA) |
| Bez koloru                                                            | Nie brał udziału w treningach (NT/DNP) |
| Bez koloru                                                            | Nie został zgłoszony (–) |
| Pogrubienie                                                           | Start z pole position |
| Kursywa                                                               | Najszybsze okrążenie wyścigu |
| †                                                                     | Nie ukończył, ale jego rezultat został zaliczony ze względu na przejechanie więcej niż 90% dystansu wyścigu.                              |
| *                                                                     | Sezon w trakcie |
| 1/2/3                                                                 | Punktowana pozycja w sprincie kwalifikacyjnym                                                                                             |
| Lista systemów punktacji Formuły 1                                    | |

| Poz.                                          | Kierowca             | Zespół                | BIK | BIK | BIK | Punkty |
| --------------------------------------------- | -------------------- | --------------------- | --- | --- | --- | ------ |
| 1                                             | Avo Soots            | Kalev Tallinn         | 3   | 1   | -   | 27     |
| 2                                             | Urmas Haamer         | Kalev Harju           | NU  | 2   | DK  | 20     |
| 3                                             | Władimir Kriwodub    | DOSAAF Tallinn        | 1   | -   | NU  |        |
|                                               | Leo Jazel            | DOSAAF Tallinn        | 5   | -   | -   |        |
|                                               | Toomas Kaluste       | DOSAAF Tallinn        | 7   | -   | -   |        |
|                                               | Ilmar Pardane        | DOSAAF Tallinn        | 6   | 6   | -   |        |
|                                               | Mati Savolainen      | DOSAAF Tallinn        | NU  | NU  | 10  |        |
|                                               | Heino Tiisler        | DOSAAF Võru           | 12  | -   | -   |        |
|                                               | Väino Viksi          | Kalev Harju           | 13  | NU  | -   |        |
| NS                                            | Raul Sarap           | Kalev Tallinn         | -   | NU  | -   | 0      |
| NS                                            | Lembit Tammsaar      | DOSAAF Tallinn        | -   | DK  | -   | 0      |
| Kierowcy niedopuszczeni do zdobywania punktów |                      |                       |     |     |     |        |
| NS                                            | Sergejs Pugačs       | DOSAAF Ryga           | NU  | 3   | 1   | 0      |
| NS                                            | Władisław Barkowski  | Spartak Moskwa        | 2   | -   | 2   | 0      |
| NS                                            | Sergejs Mironenko    | DOSAAF Kowno          | -   | 4   | 3   | 0      |
| NS                                            | Aleksandr Potiechin  | DOSAAF Moskwa         | 4   | -   | -   | 0      |
| NS                                            | Aleksandr Romaszin   | DOSAAF Borysów        | -   | -   | 4   | 0      |
| NS                                            | Andris Skreija       | Sowieckaja Armia Ryga | 7   | 5   | 6   | 0      |
| NS                                            | Aleksandr Jeremiejew | Spartak Leningrad     | -   | NU  | 5   | 0      |
| NS                                            | Aleksiej Leżniew     | Spartak Leningrad     | -   | 7   | -   | 0      |
| NS                                            | Pawieł Łakija        | DOSAAF Widnoje        | 8   | -   | -   | 0      |
| NS                                            | Aleksandr Zagradin   | DOSAAF Leningrad      | -   | 8   | -   | 0      |
| NS                                            | Guntars Brencāns     | DOSAAF Leningrad      | -   | -   | 8   | 0      |
| NS                                            | Władimir Gawrilenko  | DOSAAF Krzemieńczuk   | 9   | -   | -   | 0      |
| NS                                            | Andris Štāls         | DOSAAF Ryga           | -   | 9   | -   | 0      |
| NS                                            | Albertas Pundis      | DOSAAF Wilno          | -   | -   | 9   | 0      |
| NS                                            | Siergiej Gorszeniew  | DOSAAF Widnoje        | 10  | -   | -   | 0      |
| NS                                            | Pranas Špokauskas    | DOSAAF Kowno          | -   | 10  | NU  | 0      |
| NS                                            | Janis Zeps           | DOSAAF Jurmała        | 14  | 11  | -   | 0      |
| NS                                            | Władimir Sorokinski  | Spartak Leningrad     | 11  | -   | -   | 0      |
| NS                                            | Petras Černiauskas   | DOSAAF Kowno          | -   | NU  | 11  | 0      |
| NS                                            | Walerij Rylko        | DOSAAF Mińsk          | -   | -   | 12  | 0      |
| NS                                            | Walerij Dobroduszin  | DOSAAF Janów          | 15  | -   | -   | 0      |
| NS                                            | Aleksandr Armand     | DOSAAF Moskwa         | NU  | -   | -   | 0      |
| NS                                            | Albinas Aleksiejūnas | DOSAAF Wilno          | -   | -   | NU  | 0      |